# Wiśniew (gmina)
Wiśniew (daw. gmina Wiszniów) – gmina wiejska w województwie mazowieckim, w powiecie siedleckim. W latach 1975–1998 gmina położona była w województwie siedleckim.
Siedziba gminy to Wiśniew.
Według danych z 30 czerwca 2004 gminę zamieszkiwało 5907 osób. Natomiast według danych z 31 grudnia 2019 roku gminę zamieszkiwało 5747 osób.

## Struktura powierzchni
Według danych z roku 2002 gmina Wiśniew ma obszar 125,87 km², w tym:
- użytki rolne: 72%
- użytki leśne: 21%

Gmina stanowi 7,85% powierzchni powiatu.

## Demografia

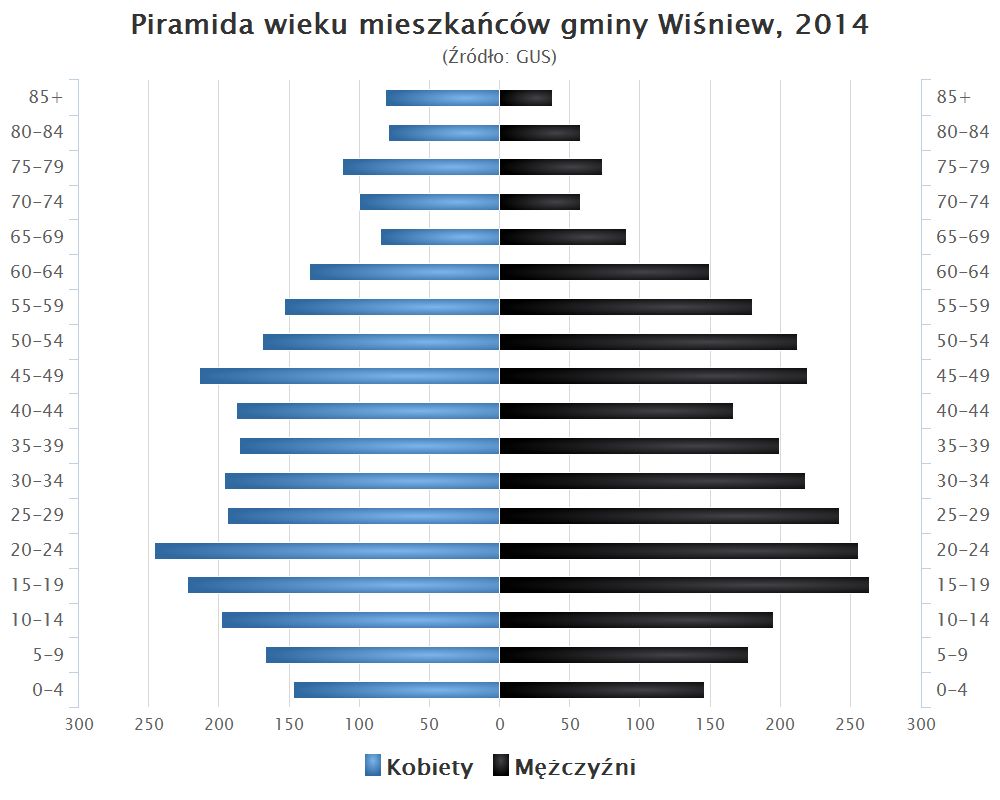
Piramida wieku mieszkańców gminy Wiśniew w 2014 roku

Dane z 30 czerwca 2004:
| Opis                              | Ogółem | Ogółem | Kobiety | Kobiety | Mężczyźni | Mężczyźni |
| --------------------------------- | ------ | ------ | ------- | ------- | --------- | --------- |
| jednostka                         | osób   | %      | osób    | %       | osób      | %         |
| populacja                         | 5907   | 100    | 2951    | 50      | 2956      | 50        |
| gęstość zaludnienia (mieszk./km²) | 46,9   | 46,9   | 23,4    | 23,4    | 23,5      | 23,5      |

## Transport
Gmina Wiśniew leży w południowej części powiatu siedleckiego, 100 km od Warszawy. Przez jej teren przechodzą ważne krajowe szlaki: magistrala kolejowa Moskwa – Berlin i droga krajowa nr 63 Węgorzewo – Sławatycze.

## Struktura powierzchni
Według danych z (U.Gm. Wiśniew) (16.06.2005) gmina Wiśniew ma obszar 12,6 km², (12 599 ha). W tym:
- użytki rolne – 9455 ha
  - grunty orne – 5512 ha
  - grunty rolne zabudowane – 279 ha
  - grunty pod stawami – 97 ha
  - sady – 45 ha
  - łąki – 2 975 ha
  - pastwiska – 444 ha
- lasy – 2 705 ha

Obszar gminy to 7,79% powierzchni powiatu.

## Sołectwa
Borki-Kosiorki, Borki-Paduchy, Borki-Sołdy, Ciosny, Daćbogi, Gostchorz, Helenów, Kaczory, Lipniak, Łupiny, Mościbrody, Kolonia Mościbrody, Mroczki, Myrcha, Nowe Okniny, Okniny-Podzdrój, Pluty, Radomyśl, Stare Okniny, Stok Wiśniewski, Śmiary, Tworki, Wiśniew, Wiśniew-Kolonia, Wólka Wiśniewska, Wólka Wołyniecka, Zabłocie.
Miejscowości bez statusu sołectwa: Jastrzębie Kąty, Leśniczówka.

## Sąsiednie gminy
Domanice, Łuków, Siedlce, Skórzec, Zbuczyn